# April 2001
Dit artikel geeft een chronologisch overzicht van alle belangrijke gebeurtenissen per dag in de maand april van het jaar 2001.

## Gebeurtenissen

### 1 april
- De voormalige president van Servië, Slobodan Milošević, wordt gearresteerd.
- In Nederland wordt de wet van kracht die het huwelijk tussen twee personen van gelijk geslacht mogelijk maakt. De Amsterdamse burgemeester Job Cohen verbindt als ambtenaar van de burgerlijke stand vier homoparen in de echt.
- De Spanjaard Fabián Roncero loopt de halve marathon van Berlijn in een tijd van 59.52 en verbetert hiermee het Europees record op deze afstand.
- Een Amerikaans spionagevliegtuig botst voor de Chinese kust met een Chinees gevechtsvliegtuig.

### 2 april
- Een Amerikaans legervliegtuig maakt een noodlanding op het Chinese eiland Hainan nadat het in 'botsing' was gekomen met een Chinees vliegtuig. De spanningen tussen de Verenigde Staten en China lopen hoog op.

### 4 april
- Nederland gaat over tot vaccineren tegen MKZ. De dieren worden later alsnog afgemaakt.

### 5 april
- Stakingen bij de NS leggen het treinverkeer plat.
- De Nederlandse chauffeur Perry W. krijgt een gevangenisstraf van 14 jaar in de `Doverzaak'.

### 7 april
- Het Nederlands Davis Cup Team wint in 's-Hertogenbosch het beslissende dubbelspel tegen Duitsland en plaatst zich daarmee voor het eerst in de tennisgeschiedenis voor de halve finale in de Wereldgroep.
- Lancering van 2001 Mars Odyssey.
- In het Veluwse dorp Kootwijkerbroek breken rellen uit. Boeren protesteren tegen de ruiming van, naar hun mening, gezond vee.

### 10 april
- Instorting van de toneeltoren-in-aanbouw van Schouwburg Het Park in Hoorn.
- De Eerste Kamer stemt in met het wetsvoorstel dat artsen die euthanasie plegen onder voorwaarden vrijwaart van strafvervolging.

### 11 april
- Benoeming van Gerard de Korte tot hulpbisschop van Utrecht.
- De VS betuigen spijt over de botsing met het Chinese vliegtuig, waarna China de Amerikaanse bemanning laat gaan.

### 17 april
- Philips kondigt aan zes- tot zevenduizend banen te schrappen.
- De burgemeester van Stede Broec, Jan Haanstra, wordt voor zijn huis beschoten met een vuurwapen.

### 19 april
- De farmaceutische industrie stemt in met de wens van Zuid-Afrika om het patentrecht op medicijnen voor ziekten als aids en malaria te laten vervallen.

### 22 april
- De Keniase langeafstandsloper Josephat Kiprono is met 2:06.50 de snelste in de 21e editie van de marathon van Rotterdam. Bij de vrouwen zegeviert zijn landgenote Susan Chepkemei in een tijd van 2:25.45.
- Nederland eindigt als vijfde bij het wereldkampioenschap ijshockey voor B-landen (divisie I) in Grenoble.

### 23 april
- Intel introduceert de Pentium 4-processor.
- Via de Italiaanse media lekt uit dat voetballer Edgar Davids begin maart positief is bevonden bij een dopingcontrole. Daarbij zijn sporen gevonden van nandrolon, een verboden spierversterkend middel.

### 25 april
- Het Nederlands elftal doet zijn plicht in de kwalificatiereeks voor het WK voetbal 2002 en wint in Eindhoven met 4-0 van Cyprus. Voor Oranje scoren Jimmy Floyd Hasselbaink, Marc Overmars, Patrick Kluivert en Ruud van Nistelrooy.

### 26 april
- Jo Lernout en Paul Hauspie, de oprichters van het spraaktechnologiebedrijf L&H, worden aangehouden.
- Het Openbaar Ministerie stelt een strafrechtelijk onderzoek in naar Philips-president Cor Boonstra. Hij wordt verdacht van handel met voorkennis in aandelen Endemol in maart 2000.
- Chef-dirigent Jaap van Zweden wordt na een bezoek aan het casino in Eindhoven samen met een vriend overvallen, gegijzeld en beschoten. Ze weten te ontkomen.

### 28 april
- De eerste ruimtetoerist, de Amerikaan Dennis Tito, wordt gelanceerd vanaf Bajkonoer te Kazachstan.
- Erik Dekker wint Nederlands enige wielerklassieker, de Amstel Gold Race.

## Overleden
<< · januari · februari · maart · april · mei · juni · juli · augustus · september · oktober · november · december · >>